# Міфопоетика
Міфопоетика (англ. mythopoeia) — це поетичний прийом творчого моделювання, який являє собою систему переорганізації міфу за законами поетичної творчості.